# Potencial escalar
Na física matemática, o potencial escalar, simplesmente, descreve a situação em que a diferença nas energias potenciais de um objeto em duas posições diferentes depende apenas das posições, não do caminho percorrido pelo objeto ao viajar de uma posição para a outra. É um campo escalar no espaço tridimensional: um valor sem direção (escalar) que depende apenas de sua localização. Um exemplo familiar é a energia potencial devido à gravidade.

Campo vetorial (direita) e potencial escalar correspondente (esquerda).

Um potencial escalar é um conceito fundamental em análise vetorial e física (o adjetivo escalar é frequentemente omitido se não houver perigo de confusão com potencial vetorial). O potencial escalar é um exemplo de campo escalar. Dado um campo vetorial F, o potencial escalar P é definido tal que:
{\displaystyle \mathbf {F} =-\nabla P=-\left({\frac {\partial P}{\partial x}},{\frac {\partial P}{\partial y}},{\frac {\partial P}{\partial z}}\right),}
onde ∇P é o gradiente de P e a segunda parte da equação é menos o gradiente para uma função das coordenadas cartesianas x, y, z. Em alguns casos, os matemáticos podem usar um sinal positivo na frente do gradiente para definir o potencial. Devido a esta definição de P em termos de gradiente, a direção de F em qualquer ponto é a direção da maior diminuição de P naquele ponto, sua magnitude é a taxa dessa diminuição por unidade de comprimento.
Para que F seja descrito apenas em termos de um potencial escalar, qualquer uma das seguintes afirmações equivalentes deve ser verdadeira:
1. {\displaystyle -\int _{a}^{b}\mathbf {F} \cdot d\mathbf {l} =P(\mathbf {b} )-P(\mathbf {a} ),} onde a integração é sobre um arco de Jordan passando do local a para o local b e P(b) é P avaliado no local b.
2. {\displaystyle \oint \mathbf {F} \cdot d\mathbf {l} =0,}onde a integral é sobre qualquer caminho fechado simples, também conhecido como curva de Jordan [en].
3. {\displaystyle {\nabla }\times {\mathbf {F} }=0.}

A primeira dessas condições representa o teorema fundamental do gradiente e é verdadeira para qualquer campo vetorial que seja um gradiente de um campo escalar de valor único diferenciável [en] P. A segunda condição é um requisito de F para que possa ser expresso como o gradiente de uma função escalar. A terceira condição expressa novamente a segunda condição em termos do rotacional de F usando o teorema fundamental do rotacional [en]. Um campo vetorial F que satisfaz essas condições é chamado de irrotacional (conservativo).

Poço de potencial gravitacional de uma massa crescente onde F = –∇P

Os potenciais escalares desempenham um papel proeminente em muitas áreas da física e da engenharia. O potencial de gravidade [en] é o potencial escalar associado à gravidade por unidade de massa, ou seja, a aceleração devido ao campo, em função da posição. O potencial de gravidade é a energia potencial gravitacional por unidade de massa. Em eletrostática, o potencial elétrico é o potencial escalar associado ao campo elétrico, ou seja, à força eletrostática por unidade de carga. O potencial elétrico é, neste caso, a energia potencial eletrostática por unidade de carga. Na dinâmica dos fluidos [en], os campos lamelares [en] irrotacionais têm um potencial escalar apenas no caso especial em que é um campo Laplaciano. Certos aspectos da força nuclear podem ser descritos por um potencial de Yukawa. O potencial desempenha um papel proeminente nas formulações lagrangianas e hamiltonianas da mecânica clássica. Além disso, o potencial escalar é a quantidade fundamental na mecânica quântica.
Nem todo campo vetorial tem um potencial escalar. Aqueles que o fazem são chamados de conservativos, correspondendo à noção de força conservativa na física. Exemplos de forças não conservativas incluem forças de atrito, forças magnéticas e, na mecânica dos fluidos, um campo de velocidade de campo solenoidal. No entanto, pelo teorema da decomposição de Helmholtz, todos os campos vetoriais podem ser descritos em termos de um potencial escalar e um potencial vetorial correspondente. Em eletrodinâmica, os potenciais eletromagnéticos escalar e vetorial são conhecidos juntos como o quadripotencial eletromagnético.

## Condições de integrabilidade
Se F é um campo vetorial conservativo (também chamado de irrotacional, livre de rotações ou potencial) e seus componentes têm derivadas parciais contínuas, o potencial de F em relação a um ponto de referência r0 é definido em termos da integral de linha:
{\displaystyle V(\mathbf {r} )=-\int _{C}\mathbf {F} (\mathbf {r} )\cdot \,d\mathbf {r} =-\int _{a}^{b}\mathbf {F} (\mathbf {r} (t))\cdot \mathbf {r} '(t)\,dt,}
onde C é um caminho parametrizado de r0 a r,
{\displaystyle \mathbf {r} (t),a\leq t\leq b,\mathbf {r} (a)=\mathbf {r_{0}} ,\mathbf {r} (b)=\mathbf {r} .}
O fato de que a integral de linha depende do caminho C apenas através de seus pontos terminais r0 e r é, em essência, a propriedade de independência de caminho de um campo vetorial conservativo. O teorema fundamental das integrais de linha implica que, se V for definido dessa maneira, então F = –∇V, de modo que V seja um potencial escalar do campo vetorial conservativo F. O potencial escalar não é determinado apenas pelo campo vetorial: de fato, o gradiente de uma função não é afetado se uma constante for adicionada a ela. Se V for definido em termos da integral de linha, a ambiguidade de V reflete a liberdade na escolha do ponto de referência r0.

## Altitude como energia de potencial gravitacional

Campo gravitacional uniforme perto da superfície da Terra

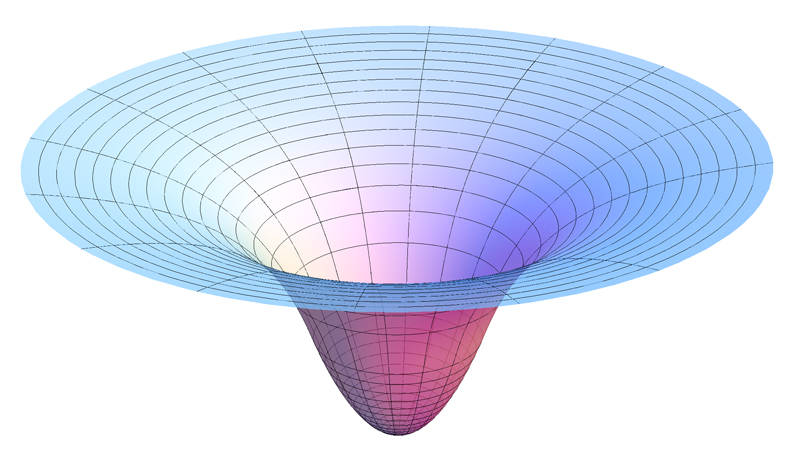
Gráfico de uma fatia bidimensional do potencial gravitacional dentro e ao redor de um corpo esférico uniforme. Os pontos de inflexão da seção transversal estão na superfície do corpo.

Um exemplo é o campo gravitacional (quase) uniforme perto da superfície da Terra. Ele tem uma energia potencial
{\displaystyle U=mgh}
onde U é a energia potencial gravitacional e h é a altura acima da superfície. Isso significa que a energia potencial gravitacional em um mapa de contorno é proporcional à altitude. Em um mapa de contorno, o gradiente negativo bidimensional da altitude é um campo vetorial bidimensional, cujos vetores são sempre perpendiculares aos contornos e também perpendiculares à direção da gravidade. Mas na região montanhosa representada pelo mapa de contorno, o gradiente negativo tridimensional de U sempre aponta diretamente para baixo na direção da gravidade; F. No entanto, uma bola rolando colina abaixo não pode se mover diretamente para baixo devido à força normal da superfície da colina, que cancela o componente da gravidade perpendicular à superfície da colina. A componente da gravidade que resta para mover a bola é paralela à superfície:
{\displaystyle \mathbf {F} _{\mathrm {S} }=-mg\ \operatorname {sen} \theta }
onde θ é o ângulo de inclinação, e o componente de FS perpendicular à gravidade é
{\displaystyle \mathbf {F} _{\mathrm {P} }=-mg\ \operatorname {sen} \theta \ \cos \theta =-{1 \over 2}mg\operatorname {sen} 2\theta .}
Esta força FP, paralela ao solo, é maior quando θ é de 45 graus.
Seja Δh o intervalo uniforme de altitude entre contornos no mapa de contorno e seja Δx a distância entre dois contornos. Então
{\displaystyle \theta =\tan ^{-1}{\frac {\Delta h}{\Delta x}}}
de modo que
{\displaystyle F_{P}=-mg{\Delta x\,\Delta h \over \Delta x^{2}+\Delta h^{2}}.}
No entanto, em um mapa de contorno, o gradiente é inversamente proporcional a Δx, o que não é semelhante à força FP: a altitude em um mapa de contorno não é exatamente um campo potencial bidimensional. As magnitudes das forças são diferentes, mas as direções das forças são as mesmas em um mapa de contorno, bem como na região montanhosa da superfície da Terra representada pelo mapa de contorno.

## Pressão como potencial flutuante
Na mecânica dos fluidos, um fluido em equilíbrio, mas na presença de um campo gravitacional uniforme, é permeado por um empuxo uniforme que anula a força gravitacional: é assim que o fluido mantém seu equilíbrio. Esta força flutuante é o gradiente negativo de pressão:
{\displaystyle \mathbf {f_{B}} =-\nabla p.\,}
Como a força de empuxo aponta para cima, na direção oposta à gravidade, a pressão no fluido aumenta para baixo. A pressão em um corpo estático de água aumenta proporcionalmente à profundidade abaixo da superfície da água. As superfícies de pressão constante são planos paralelos à superfície, que podem ser caracterizados como o plano de pressão zero.
Se o líquido tiver um vórtice vertical (cujo eixo de rotação é perpendicular à superfície), então o vórtice causa uma depressão no campo de pressão. A superfície do líquido dentro do vórtice é puxada para baixo, assim como quaisquer superfícies de igual pressão, que ainda permanecem paralelas à superfície do líquido. O efeito é mais forte dentro do vórtice e diminui rapidamente com a distância do eixo do vórtice.
A força de empuxo devido a um fluido em um objeto sólido imerso e cercado por esse fluido pode ser obtida integrando o gradiente de pressão negativa ao longo da superfície do objeto:
{\displaystyle F_{B}=-\oint _{S}\nabla p\cdot \,d\mathbf {S} .}

## Potencial escalar no espaço euclidiano
No espaço euclidiano tridimensional {\displaystyle \mathbb {R} ^{3}}, o potencial escalar de um campo vetorial irrotacional E é dado por:
{\displaystyle \Phi (\mathbf {r} )={1 \over 4\pi }\int _{\mathbb {R} ^{3}}{\frac {\operatorname {div} \mathbf {E} (\mathbf {r} ')}{\|\mathbf {r} -\mathbf {r} '\|}}\,dV(\mathbf {r} ')}
onde {{Math|dV(r') é um elemento de volume infinitesimal em relação a r'. Então:
{\displaystyle \mathbf {E} =-\mathbf {\nabla } \Phi =-{1 \over 4\pi }\mathbf {\nabla } \int _{\mathbb {R} ^{3}}{\frac {\operatorname {div} \mathbf {E} (\mathbf {r} ')}{\|\mathbf {r} -\mathbf {r} '\|}}\,dV(\mathbf {r} ')}
Isso é válido desde que E seja contínuo e desapareça assintoticamente para zero em direção ao infinito, decaindo mais rápido que 1/r e se a divergência de E também desaparecer em direção ao infinito, decaindo mais rápido que 1/r 2.
Escrito de outra maneira, deixe que
{\displaystyle \Gamma (\mathbf {r} )={\frac {1}{4\pi }}{\frac {1}{\|\mathbf {r} \|}}}
seja o potencial newtoniano. Esta é a solução fundamental da equação de Laplace, o que significa que o Laplaciano de Γ é igual ao negativo da função delta de Dirac:
{\displaystyle \nabla ^{2}\Gamma (\mathbf {r} )+\delta (\mathbf {r} )=0.}
Então o potencial escalar é a divergência da convolução de E com Γ:
{\displaystyle \Phi =\operatorname {div} (\mathbf {E} *\Gamma ).}
De fato, a convolução de um campo vetorial irrotacional com um potencial rotacionalmente invariante também é irrotacional. Para um campo vetorial irrotacional G, pode-se mostrar que:
{\displaystyle \nabla ^{2}\mathbf {G} =\mathbf {\nabla } (\mathbf {\nabla } \cdot {}\mathbf {G} ).}
Por isso,
{\displaystyle \nabla \operatorname {div} (\mathbf {E} *\Gamma )=\nabla ^{2}(\mathbf {E} *\Gamma )=\mathbf {E} *\nabla ^{2}\Gamma =-\mathbf {E} *\delta =-\mathbf {E} }
como requerido.
Mais geralmente, a fórmula
{\displaystyle \Phi =\operatorname {div} (\mathbf {E} *\Gamma )}
se mantém no espaço euclidiano n-dimensional (n > 2) com o potencial newtoniano dado, então por:
{\displaystyle \Gamma (\mathbf {r} )={\frac {1}{n(n-2)\omega _{n}\|\mathbf {r} \|^{n-2}}}}
onde ωn é o volume da unidade n-bola. A prova é idêntica. Alternativamente, a integração por partes (ou, mais rigorosamente, as propriedades de convolução [en]) dá
{\displaystyle \Phi (\mathbf {r} )=-{\frac {1}{n\omega _{n}}}\int _{\mathbb {R} ^{n}}{\frac {\mathbf {E} (\mathbf {r} ')\cdot (\mathbf {r} -\mathbf {r} ')}{\|\mathbf {r} -\mathbf {r} '\|^{n}}}\,dV(\mathbf {r} ').}

## Nota
1. ↑  A segunda parte desta equação é apenas válida para coordenadas cartesianas, outros sistemas de coordenadas como coordenadas cilíndricas ou esféricas terão representações mais complicadas, derivadas do teorema fundamental do gradiente.